# 히카리시
히카리시(일본어: 光市)는 일본 야마구치현 동남부에 있는 시이다.

## 지리
중심부는 시마타강의 충적평야상에 있고 그 양단은 현내 굴지의 해수욕장인 무로즈미 해안, 니지가하마 해안이 퍼져 있어 세토나이카이 국립공원의 일부를 이루고 있다. 또 북부에서 동부 일대의 구릉지는 이와키산 현립 자연공원을 이룬다.
시마타강 유역에 충적평야가 있고 무로즈미·미쓰이 지구와 아자에 지구에는 해안 평야가 펼쳐져 있지만 모두 그 면적이 협소해 구릉이 해안에 근접한다. 시마타강 우안에는 소규모 홍적대지가 형성되어 있어 고지성 취락의 유적도 출토되고 있다. 무로즈미 지구에서는 육계도와 사주를 볼 수 있다.

## 인접하는 자치체
- 구다마쓰시
- 슈난시
- 야나이시
- 이와쿠니시
- 구마게군 다부세정

## 역사
에도 시대에는 기타마에선의 기항지로 번창했으며, 제2차 세계 대전이 일어나기 전에는 시마타강 하구에서 미쓰이강에 걸친 해안을 매립해 히카루 해군 정비창이 놓였다. 전후에 해군 정비창 철거지에 야하타 제철, 다케다 약품공업 등의 공장을 유치해 공업 지대로 바뀌었다.
- 1939년 4월 1일 - 아사에촌, 미쓰이촌(三井村), 시마다촌, 미쓰이촌(光井村)이 합병 후 정으로 승격해 슈난정이 되었다.
- 1940년 10월 1일 - 슈난정이 히카리정으로 개칭하였다.
- 1943년 4월 1일 - 히카리정과 무로즈미정이 합병 후 시로 승격해 히카리시가 되었다.
- 1955년 7월 1일 - 히카리시와 스오촌이 합병해 새로운 히카리시가 성립하였다.
- 2004년 10월 4일 - 히카리시와 야마토정이 합병해 새로운 히카리시가 성립하였다.

## 교통

### 철도
- 서일본 여객철도 산요 본선

### 도로
- 산요 자동차도
- 국도 제188호선

## 인구
| 연도                         | 인구   | ±%     |
| ---------------------------- | ------ | ------ |
| 1940                         | 30,443 | —      |
| 1950                         | 45,781 | +50.4% |
| 1960                         | 44,794 | −2.2%  |
| 1970                         | 52,898 | +18.1% |
| 1980                         | 57,905 | +9.5%  |
| 1990                         | 56,410 | −2.6%  |
| 2000                         | 54,680 | −3.1%  |
| 2010                         | 52,995 | −3.1%  |
| Hikari population statistics |        |        |